# カサスゲ
カサスゲ（Carex dispalata）は、単子葉植物カヤツリグサ科スゲ属の植物である。身近に生育する大型のスゲの代表的なもので、菅笠などの材料として利用されてきた。

## 特徴
北海道から九州までの平地に分布し、湿地や池の浅いところに生育して高さは1m程にもなる。根は水中の泥に伸び、太い地下茎を横にはわせて大群落を作る。葉は細長く、やや立ち気味に伸びる。根元の鞘は分解して糸網になる。
晩春から初夏にかけて、花茎を伸して花をつける。花茎は真っすぐに立ち、その先端には雄小穂がつく。雄小穂は灰褐色で細長い棒状。時々その基部に第二の雄小穂をつけることがある。雄小穂の下の方には数個の雌小穂がある。雌小穂は細長く、柄はほとんどなく、立ち上がるか、やや先が垂れる。果胞は緑色で先がとがった嘴となり、その先端は外側に反りかえる。鱗片は果胞よりずっと小さく、濃い褐色なので、果胞の根元に小さく斑点があるようにも見える。果胞は枯れると褐色になる。

## 利用
かつては水田やその間に走る水路、あるいはため池の周辺などにごく普通に生え、様々な民具などに利用された。菅笠や蓑、特に笠はこの種で作られた場合が多い。カサスゲ（笠菅）の名もそこに由来する。また、地域によってはこの植物で注連縄を作る。これらの用途のためにとくにカサスゲを専用に育てるための水田が確保された場合もある。近年はこのような民具が使われる機会が少なく、需要が少なくなり、また、水路や水田の改修によって生息環境も減少し、少なくなっている。
他方で、自然に近い形の河川改修が言われる中、カサスゲをそのような用途に使うための研究や試みがなされている。

## その他の種
近縁種には次のようなものがある。
アキカサスゲ　C. nemostachys
カサスゲに似て、秋に花をつける。近畿地方以西の渓流など、山際に生育する。
キンキカサスゲ C. takeuchii
カサスゲに似て、柱頭が落ちずにいつまでも残るのが特徴。
このほかに、オオカサスゲ(C. rhymenodon)やアカンカサスゲ(C. drymophila)などがカサスゲの名を持つ。いずれも湿地にはえる大型のスゲであるが、この2種は、いずれも雄小穂が複数ある点で本種とは大きく異なり、別の節にされている。